# Olly Flynn
Olly Thomas Flynn (* 30. Juni 1950 in Ipswich) ist ein ehemaliger britischer Geher.
1976 kam er beim 20-km-Gehen der Olympischen Spiele in Montreal auf den 14. Platz.
1978 siegte er für England startend bei den Commonwealth Games in Edmonton im 30-km-Gehen.

## Bestzeiten
- 20 km Gehen: 1:27:35 h, 3. Oktober 1976, Blackpool
- 20.000 m Gehen: 1:30:31,0 h, 1. Juni 1975, Woodford
- 30 km Gehen: 2:21:54 h, 17. Juni 1978, Sheffield